# Theni (dystrykt)

Dystrykt Theni na mapie stanu Tamilnadu

Theni – jeden z dystryktów stanu Tamilnadu (Indie). Od północy i północnego wschodu graniczy z dystryktem Dindigul, od wschodu z dystryktem Madurai, od południowego wschodu z dystryktem Virudhunagar, od południa i zachodu ze stanem Kerala. Stolicą dystryktu Theni jest miasto Theni.